# إرنو كريزا
إرنو كريزا (10 مارس 1924 – 5 أبريل 1968) ممثل إيطالي، ولد عام 1924، ظهر في 52 فيلمًا بين عامي 1944 و 1968.

## روابط خارجية
- إرنو كريزا على موقع IMDb (الإنجليزية)
- إرنو كريزا على موقع ألو سيني (الفرنسية)
- إرنو كريزا على موقع أول موفي (الإنجليزية)
- إرنو كريزا على موقع قاعدة بيانات الأفلام السويدية (السويدية)
- إرنو كريزا على موقع قاعدة بيانات الفيلم (الإنجليزية)
- إرنو كريزا على موقع كينوبويسك (الروسية)

[http://www.imdb.com/name/nm0187927/ Erno Crisa
] في قاعدة بيانات الأفلام على الإنترنت